# 長浜村 (岡山県児島郡)
長浜村（ながはまそん）は、岡山県児島郡にあった村。現在の倉敷市の一部にあたる。

## 地理
児島半島の南端に位置していた。
- 海洋：瀬戸内海[2]
- 山岳：鷲羽山[2]

## 歴史
- 1889年（明治22年）6月1日、町村制の施行により、児島郡大畠村、田之浦村が合併して村制施行し、長浜村が発足[1][2]。旧村名を継承した大畠、田之浦の2大字を編成[2]。
- 1900年（明治33年）2月1日、児島郡下津井町大字吹上を編入[1][2]。3大字となる[2]。
- 1907年（明治40年）10月1日、児島郡下津井町と合併し下津井町が存続して廃止された[1][2]。合併後、下津井町大字大畠・田之浦・吹上となる[2]。

### 地名の由来
往古の当地方の総称名にちなむ。

## 産業
- 農業[2]、漁業[3]

## 教育
- 1873年（明治6年）大宝寺に鷲嶺小学開校[4]。1888年（明治21年）吹上村扇嶺小学校と合併し大畠支校となる[4]。1893年（明治26年）扇嶺小学校廃校に伴い再度、大宝寺に長浜小学校開設[4]。1903年（明治36年）大畠から田之浦に長浜小学校移転[2]。